# Like Crazy
«Like Crazy» (с англ. — «Как сумасшедший») — песня южнокорейского певца Чимина, вокалиста группы BTS, вышедшая 24 марта 2023 года в качестве второго сингла с дебютного студийного альбома Face.
Продюсерами выступили Pdogg и Ghstloop, было записано две версии песни: одна на корейском, другая на английском языке. В музыкальном плане песня представляет собой синти-поп трек, вдохновленный одноимённым мелодраматическим фильмом «Как сумасшедший» (англ. Like Crazy) режиссёра Дрейка Доремуса 2011 года, и содержит диалог, на основе того же фильма, который можно услышать в его начале и конце. Лирическая версия «Like Crazy» на корейском языке рассказывает об осознании потери любимого человека и отказе очнуться от этой реальности, в то время как английская версия обращается к бремени звездной славы и страху потерять себя. Обе версии были написаны Pdogg, Blvsh, Крисом Джеймсом, Ghstloop, Чимином, участником группы BTS RM и Эваном.
Сингл дебютировал на первом месте основного американского хит-парада Billboard Hot 100.

## История
В музыкальном плане «Like Crazy» — это «металлический» синти-поп-трек, вдохновленный одноимённым фильмом 2011 года («Как сумасшедший» (англ. Like Crazy) режиссёра Дрейка Доремуса), в начале и конце которого звучит диалог шепотом, также вдохновленный фильмом. Лирически корейская версия рассказывает об осознании потери любимого человека и отказе очнуться от этой реальности. Риан Дэйли из NME интерпретировала трек как «борьбу за сохранение чего-то живого — будь то отношения или определённое воплощение Чимина», который «рассказывает историю о разбитом сердце и попытке ухватиться за что-то, что разваливается». Чимин поёт такие строки, как «Пока играет громкая музыка / Я исчезаю» и "Клишированная история, как в драме / Я привыкаю к ней / Я зашел слишком далеко, чтобы найти того меня, которого ты знала раньше? ", которые затрагивают «мрачную перспективу» песни, в то время как последующие слова, такие как «I’d rather be / Lost in the lights / Lost in the lights» и «I’m outta my mind / Please hold on the end of this night», указывают на «эскапизм с оттенком надежды — желание не сталкиваться с болезненной реальностью, которую принесет утро».
В английской версии рассматривается бремя звёздной славы и страх потерять себя. В ней Чимин поёт «Я слышу голоса, которые слушают / Не знаю, кто они» и «Пытаюсь снять давление / Тянусь к звёздам / Скажи, найду ли я себя снова / Когда зайду слишком далеко?» («I can hear the voices listening / Don’t know who they are» и «Trying to take the pressure off / Been reaching for the stars / Tell me will I find myself again / When I go too far?»).

## Музыкальное видео
Сопровождающее песню музыкальное видео, снятое режиссером Оуи Ким, открывается шёпотом за кадром диалога, вдохновленного фильмом 2011 года «Как сумасшедший» (англ. Like Crazy). Женский голос говорит: «Я думаю, мы могли бы жить вечно», а Чимин «стоит в зеленом вихре света в переполненном ночном клубе». Мужской голос отвечает: «Я боюсь, что все исчезнет». Женщина заверяет его: «Просто доверься мне», а камера увеличивает изображение Чимина, который «тоскливо смотрит на кухню, напевая: „Она говорит, детка, иди за мной/ Здесь нет ничего плохого сегодня вечером“». Затем невидимая рука хватает и тащит его на переполненный танцпол ночного клуба, где он в замедленной съёмке проходит через посетителей вечеринки, делает снимки и занимается серфингом; в итоге он оказывается в «жутком коридоре» со стенами, которые сочатся «вязкой чёрной» слизью. Оставшаяся часть ролика колеблется между вечеринкой Чимина в ночном клубе и исполнением песни в «причудливой, похожей на трансформера комнате отдыха», и заканчивается тем, что он снова оказывается за кухонным столом, его правая рука теперь покрыта «таинственной слизью», которую он размазывает по камере
.

## Коммерческий успех
8 апреля 2023 года сингл дебютировал на первом месте Billboard Hot 100. Чимин стал первым южнокорейским сольным исполнителем, возглавившим основной американский хит-парад Hot 100 и четвёртым из Азии, после Кю Сакамото с «Sukiyaki» (в 1963 году), Far East Movement с «Like A G6» (2010) и BTS (6 раз в 2020 и 2021), а также первым участником BTS, с хитом номер один в США.
Сингл достиг самого высокого дебюта для корейского сольного исполнителя в UK Singles Chart на восьмом месте, обогнав предшественника «Set Me Free Pt. 2», который дебютировал на 30 месте.
Поскольку BTS завоевали шесть первых мест в Hot 100, а Чимин — впервые, BTS присоединились к The Beatles и The Supremes как единственным группам, у которых не менее шести чарттопперов и хотя бы один участник возглавлял список сольно. На счету «Битлз» рекордные 20 первых мест в Hot 100 (в 1964—1970), при этом все четыре участника группы выступали сольно: Пол Маккартни (девять № 1 в 1971—1984), Джордж Харрисон (три, в 1970—1988), Джон Леннон (два, 1974 и 1980—81) и Ринго Старр (два, 1973 и 1974). У группы The Supremes было 12 лидеров Hot 100 (в 1964—69), а у Дайаны Росс — шесть сольных (1970—81).

## Чарты
| Чарт (2023)                               | Высшая позиция |
| ----------------------------------------- | -------------- |
| Австралия (ARIA)                          | 23             |
| Канада (Canadian Hot 100)                 | 21             |
| Германия (GfK)                            | 71             |
| Мир (Global 200, Billboard)               | 2              |
| Венгрия (Single Top 40)                   | 3              |
| Ирландия (IRMA)                           | 23             |
| Италия (FIMI)                             | 93             |
| Япония (Japan Hot 100)                    | 43             |
| Япония (Digital Singles, Oricon)          | 9              |
| Литва (AGATA)                             | 37             |
| Литва (AGATA) · English version           | 63             |
| Нидерланды (Single Tip)                   | 4              |
| Новая Зеландия (Recorded Music NZ)        | 36             |
| Республика Корея (Circle)                 | 8              |
| Швеция (Heatseeker, Sverigetopplistan)    | 15             |
| Швейцария (Schweizer Hitparade)           | 27             |
| Великобритания (OCC UK Singles)           | 8              |
| США (Billboard Hot 100) ·                 | 1              |
| США (World Digital Song Sales, Billboard) | 1              |

## Сертификации
| Регион                                                                      | Сертификация | Продажи |
| --------------------------------------------------------------------------- | ------------ | ------- |
| Канада (Music Canada)                                                       | Золотой      | 40000   |
| Данные о продажах + прослушиваниях приведены только на основе сертификации. |              |         |

## История релиза
| Регион | Дата          | Формат                     | Версия                                            | Лейбл   | Ссылка |
| ------ | ------------- | -------------------------- | ------------------------------------------------- | ------- | ------ |
| США    | 23 марта 2023 | CD single                  | Оригинальная                                      | Big Hit | [ 30 ] |
| Мир    | 24 марта 2023 | Цифровые загрузки стриминг | Оригинальная Английская версия                    | Big Hit | [ 1 ]  |
| Мир    | 26 марта 2023 | Цифровые загрузки стриминг | Deep House remix UK Garage remix инструментальная | Big Hit | [ 31 ] |
| Мир    | 26 марта 2023 | Цифровые загрузки стриминг | Ремиксы                                           | Big Hit | [ 32 ] |